# スリランカ沿岸警備隊

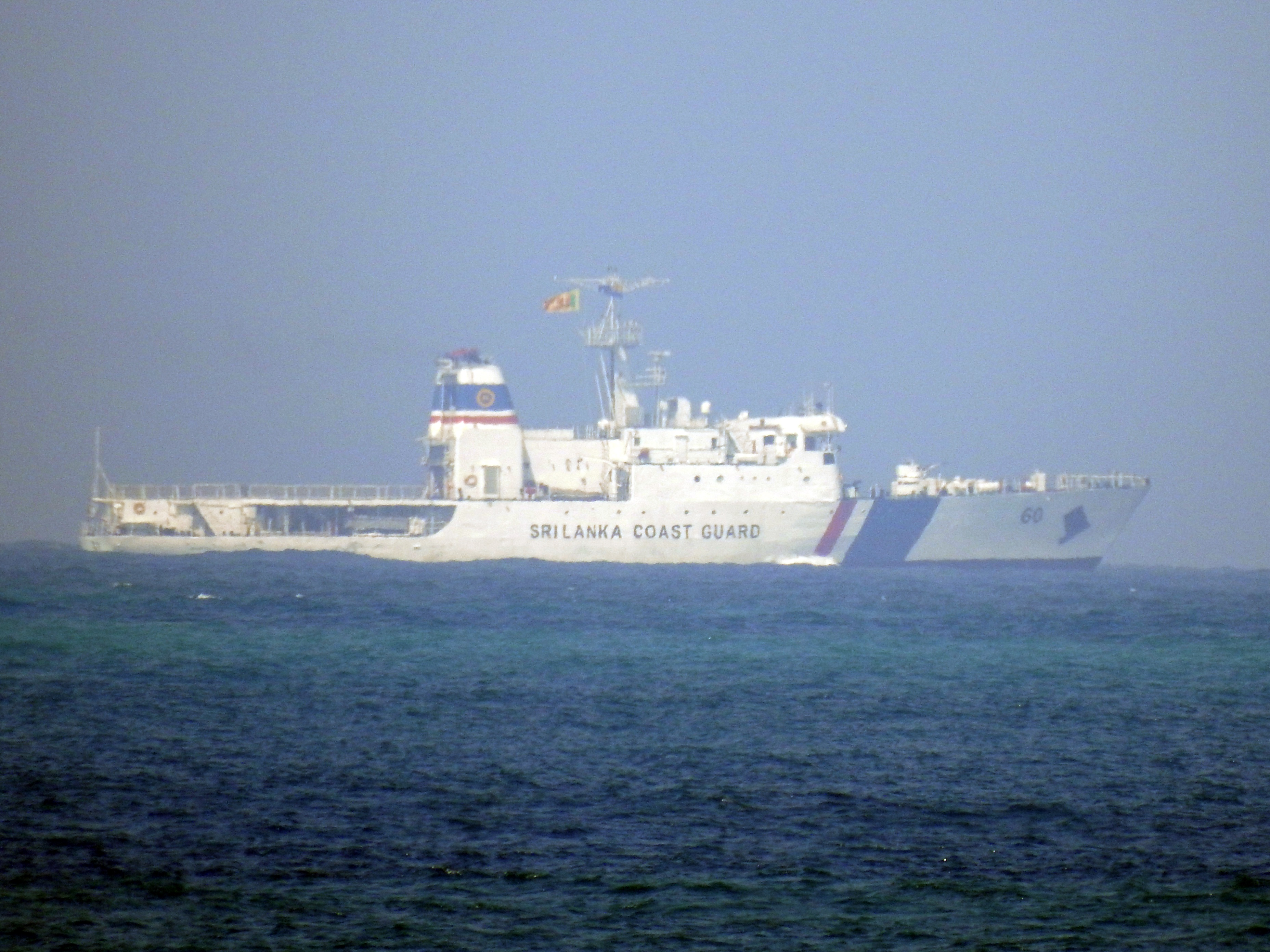
スリランカ沿岸警備隊

スリランカ沿岸警備隊（英語: Department of Coast Guard, シンハラ語: ශ්‍රී ලංකා වෙරළාරක්ෂක දෙපාර්තමේන්තුව Shri Lanka Weralarakshaka Departamentuwa) は、スリランカ領海内で沿岸警備を行うスリランカの独立政府機関。公式には沿岸警備省と称される。国防省の管理下におかれており、職員は文民とされている。スリランカ沿岸警備隊局長が率いている。
2009年以前は沿岸警備隊部隊は漁業水産資源省の一部であり、沿岸の漁業・天然資源保護に責任を持っていた。現在の沿岸警備部は2009年に議会に提出された「沿岸警備省法案」のもとに設立された。

## 職務
- 排他的経済水域内の法執行機関
- 捜索救難
- 密輸と密入国阻止の分野でのスリランカ税関（英語版）の支援
- スリランカ領海内でのテロ活動抑制

## 註
1. ↑  Coastguard to get sweeping powers